# Joseph Needham

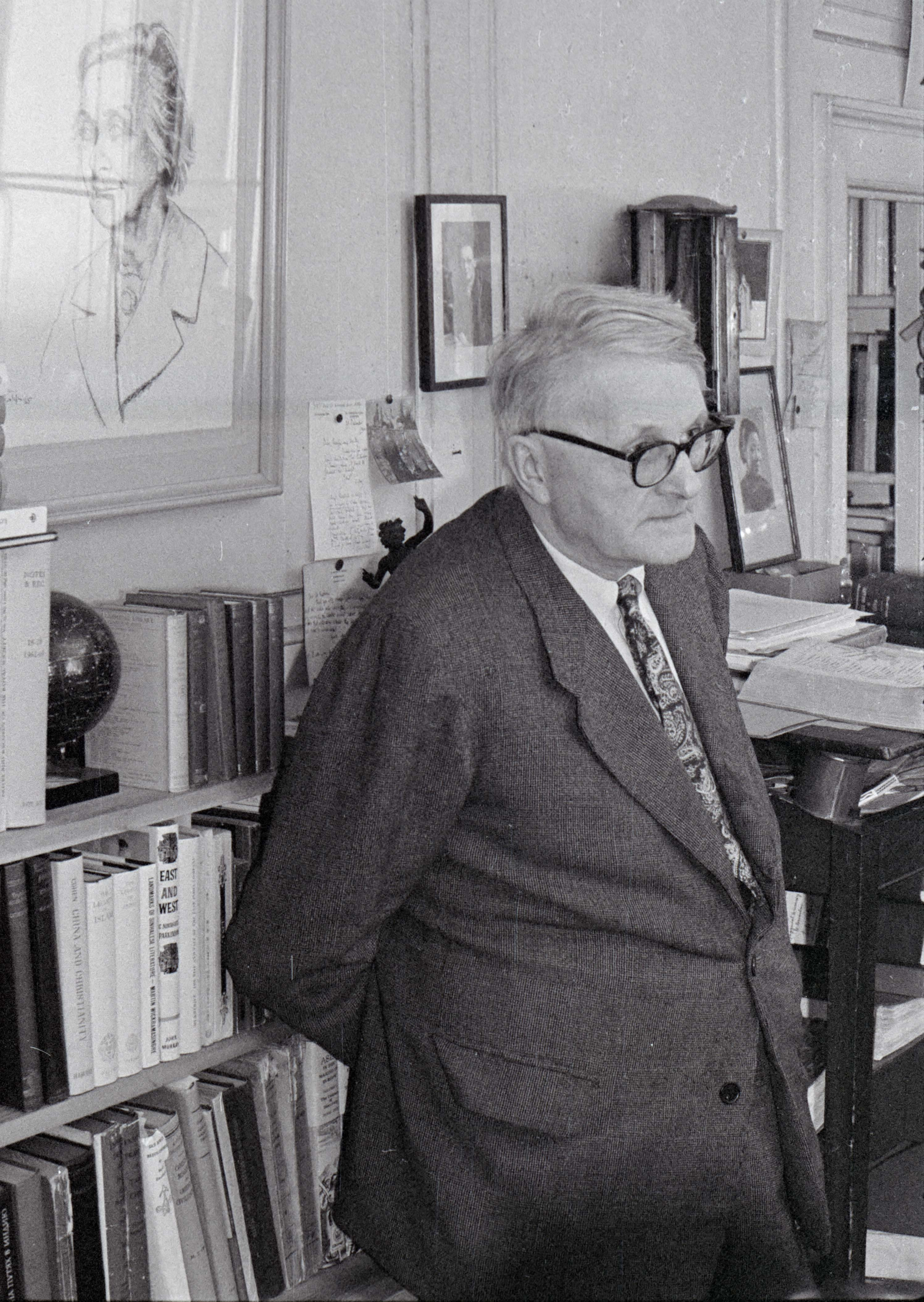
Joseph Needham in 1965

Noel Joseph Terence Montgomery Needham, CH, FRS, FBA (Londen, 9 december 1900 – Cambridge, 24 maart 1995), ook bekend als Li Yuese (Chinees:李約瑟, Lǐ Yuēsè: Wade-Giles: Li Yüeh-Sê), was een Brits academicus en sinoloog, befaamd om zijn diepgravende publicaties over de geschiedenis van de Chinese wetenschap en techniek. Hij werd in 1941 verkozen tot Fellow (lid) van de Royal Society en in 1971 tot lid van de British Academy In 1992 heeft koningin Elizabeth II hem de Orde van de Eregezellen toegekend. De Royal Society merkte op dat hij toen de enige levende persoon was met deze drie titels.

## Leven

### Jeugd en studie
Needham was het enige kind in een Londens gezin. Zijn vader was een Schotse dokter en zijn moeder, Alicia Adelaïde Montgomery (1863-1945) een Frans-Ierse componiste en muzieklerares. Needham bezocht de bekende Oundle School. Vanaf 1918 studeerde hij vervolgens aan de Universiteit van Cambridge, waar hij 1921 zijn bachelor-diploma behaalde. In januari en oktober 1925 behaalde hij respectievelijk zijn master en zijn doctoraat. Aan de universiteit was hij onder invloed van Frederick Gowland Hopkins al snel teruggekomen op zijn aanvankelijke voornemen om medicijnen te studeren, maar in plaats daarvan overgestapt naar de biochemie.

### Loopbaan
Na zijn afstuderen werkte hij in Cambridge in het biochemisch laboratorium van Hopkins aan het Gonville and Caius College, waar hij zich specialiseerde in de embryologie en de morfogenese. Zijn driedelige standaardwerk Chemical Embryology, dat in 1931 werd gepubliceerd, bevatte een geschiedenis van de embryologie vanaf de oude Egyptenaren tot aan de vroege 19e eeuw. In het werk had Needham citaten in de meeste Europese talen opgenomen. Zijn Silliman Memorial Lecture uit 1936 werd door de Yale-universiteit onder de titel Order and Life uitgegeven.
Hoewel zijn academische loopbaan als biochemicus zeer geslaagd was, nam deze vlak voor de Tweede Wereldoorlog een onverwachte wending.
In 1937 kwamen drie Chinese wetenschappers bij Needham werken: Lu Gwei-djen (鲁桂珍), Wang Ying-lai (王应睐) en Chen Shi-Zhang (沉诗章). Lu (1904-1991), dochter van een apotheker uit Nanking, leerde Needham Chinees en wakkerde zijn interesse in de technologie en wetenschap van het antieke China aan. Hij zette de studie van het klassieke Chinees privé voort bij Gustav Haloun.

### Oorlogsjaren
Onder directie van de Royal Society werd Needham tot directeur van de Chinees-Britse natuurwetenschappelijk samenwerking in Chongqing benoemd. Hij bekleedde deze functie van 1942 tot 1946. Gedurende deze periode maakte hij een aantal lange reizen door het door oorlog verscheurde China. Ook maakte hij vele korte reizen. Daarbij bezocht hij vele wetenschappelijke- en onderwijsinstellingen. Hij verkreeg tijdens deze reizen veel boeken. Zijn langste reis eindigde in het verre westen in Xinjiang bij de grotten in Dunhuang aan het eind van de Grote Muur, waar het eerste gedrukte exemplaar van de Diamantsoetra werd gevonden. Tijdens de andere lange reis bereikte hij Fuzhou aan de oostkust. Op de terugtocht slaagde hij er in om de Xiangjiang over te steken, slechts twee dagen voordat de Japanners de brug bij Hengyang opbliezen en dat deel van China van de rest afsneden.
In 1944 bezocht hij Yunnan in een poging om de grens met Birma te bereiken. Overal waar hij kwam kocht en ontving hij ook oude historische en wetenschappelijke boeken, die hij via diplomatieke kanalen naar Engeland verscheepte. Deze verzameling vormde de basis voor zijn latere onderzoek. Hij leerde onder andere Zhou Enlai kennen en ontmoette tal van Chinese geleerden, waaronder de schilder Wu Zuoren (吴作人) en de meteoroloog Zhu Kezhen die hem later in Cambridge kratten vol met boeken stuurde, waaronder de 2000 delen van de Gujin Tushu Jicheng-encyclopedie, een volledig overzicht van het verleden van China.

### Naoorlogse jaren
Bij zijn terugkeer naar het westen werd hij door Julian Huxley gevraagd om het eerste hoofd van de natuurwetenschappen sectie van de UNESCO in Parijs te worden. In feite was het Needham die er tijdens een eerdere planningsmeeting op had aangedrongen dat de natuurwetenschappen zouden worden opgenomen in het mandaat van de UNESCO. Na twee jaren waarin de verdenkingen van de Amerikanen over wetenschappelijke samenwerking met de communisten werd geïntensiveerd, nam Needham in 1948 zijn ontslag. Hij keerde terug naar zijn oude Gonville and Caius College in Cambridge, waar hij zijn fellowship weer oppakte. Zijn kamers daar raakten al snel volledig gevuld met zijn boeken. Tot 1990, ruim vier jaar voor zijn dood, wijdde hij het grootste deel van zijn energie aan de geschiedenis van de Chinese natuurwetenschap. Daarnaast bleef hij tot 1966 gedeeltelijk onderwijs geven in de biochemie.
Needhams reputatie herstelde zodanig van de Koreaanse affaire (zie hieronder) dat hij in 1959 als president van de fellows van Caius College werd gekozen. In 1965 werd hij master (hoofd) van het College, een functie die hij tot 1976 zou bekleden.

## Natuurwetenschap en beschaving in China
In 1948 deed Needham een projectvoorstel aan de Cambridge University Press voor een boek over "Natuurwetenschap en beschaving in China". Binnen enkele weken nadat zijn voorstel was geaccepteerd was Needhams projectvoorstel uitgegroeid tot zeven delen. Sindsdien is dit aantal alleen maar gestegen. Zijn eerste medewerker was de historicus Wang Ling (王玲), die Needham in Lizhuang had ontmoet. Needham wist voor Wang Ling een positie op Trinity College, Cambridge te regelen. De eerste jaren werden gewijd aan het samenstellen van een lijst van alle mechanische uitvindingen, die in China waren gedaan. Hieronder waren gietijzer, de ploegschaar, de stijgbeugel, buskruit, drukwerk, het magnetisch kompas, en het echappement voor uurwerken. Van de meeste van deze uitvindingen dacht men toentertijd dat het westerse uitvindingen waren. De eerste band van "Science and Civilisation in China" verscheen uiteindelijk in 1954.
Deze eerste publicatie kreeg veel bijval. Deze bijval groeide nog naarmate meer banden verschenen. Needham schreef zelf vijftien banden. De regelmatige verschijning van nieuwe banden ging ook na zijn dood in 1995 door. Na deel III werden de banden opgesplitst in delen. Op dit moment zijn er 24 banden gepubliceerd. De opeenvolgende banden zijn gepubliceerd toen zij gereed kwamen. Dit houdt in dat de banden niet in de volgorde zijn verschenen die oorspronkelijk in Needhams prospectus van het project werd voorzien.
Needham koos uiteindelijke voor de onderstaande organisatie van zijn banden:
- Vol. I. Inleidende orientatie
- Vol. II. De geschiedenis van het wetenschappelijk denken
- Vol. III. Wiskunde en de natuurwetenschappen van hemel en aarde
- Vol. IV. Natuurkunde en natuurkundige technologie
- Vol. V. Scheikunde en chemische technologie
- Vol. VI. Biologie en biologische technologie
- Vol. VII. De sociale achtergrond

Zie Wetenschap en beschaving in China voor een volledige lijst
Het project gaat op dit moment (2011) onder begeleiding van Christopher Cullen, de voorzitter van de Publications Board van het Needham Research Institute, nog steeds door.

### Evaluatie en kritiek op zijn werk
Needham's werk is door sommige wetenschappers bekritiseerd vanwege zijn sterke neiging om de Chinese technologische verworvenheden te overdrijven en de neiging om te overvloedig een Chinese oorsprong te poneren:

J. Needham's (1971) monumentale werk over de Chinese scheepvaart biedt ons verreweg de meest wetenschappelijke synthese van de Chinese scheepsbouw en navigatie. Zijn geneigdheid om de Chinezen als de initiators van alle dingen te zien en zijn constante verwijzingen naar de superioriteit van de Chinese techniek boven die van de rest van de wereld leidt echter soms af van zijn argumenten.

## De Needham-vraag
De "Needham-vraag" is de vraag waarom China, ondanks zijn eerdere successen, in de wetenschap en technologie door de westerse wereld werd ingehaald. Zijn werken geven veel gewicht aan de invloed van het Confucianisme en Taoïsme op het tempo van de Chinese wetenschappelijke ontdekkingen. Hij benadrukt wat hij omschrijft als de "diffusionistische" benadering van de Chinese wetenschap; dit in tegenstelling tot de waargenomen meer onafhankelijke inventiviteit in de westerse wereld. Needham beoordeelde de gedachte dat het Chinese schrift de wetenschappelijke vooruitgang zou hebben afgeremd als "schromelijk overschat".
Zijn eigen onderzoek laat een gestage accumulatie van wetenschappelijke resultaten zien gedurende de gehele Chinese geschiedenis. In zijn laatste band stelt hij: "In de traditionele Chinese samenleving manifesteerde zich een voortdurende algemene en wetenschappelijke vooruitgang, maar deze ontwikkeling werd op gewelddadige wijze ingehaald door de exponentiële groei van de moderne wetenschap in het Europa van na de Renaissance. China was homeostatisch, maar nooit stagnerend."

## Politieke betrokkenheid
Needhams politieke standpunten waren onorthodox en zijn levensstijl was controversieel. Zijn linkse houding was gebaseerd op een eigenzinnige vorm van christelijk socialisme. Na 1949 breidde zijn medeleven met de Chinese cultuur zich uit tot de nieuwe regering. Tijdens zijn verblijf in China werd Needham gevraagd om enkele veekoeken te onderzoeken, waarvan de communisten beweerden dat deze door Amerikaanse vliegtuigen aan het einde van de Tweede Wereldoorlog in het zuiden van China waren uitgeworpen. Needham rapporteerde dat zij waren geïmpregneerd met antrax. Sinds de Koreaanse Oorlog werden geregeld beschuldigingen geuit dat de Amerikanen biologische wapens hadden gebruikt.
Zhou Enlai coördineerde een internationale campagne om Needham te winnen voor een studieopdracht, waarbij hij hem stilzwijgend toegang bood tot materialen en contacten in China, die Needham nodig had voor zijn toen nog prille onderzoek. Needham stemde ermee in om als inspecteur in Noord-Korea op te treden. Zijn verslag steunde de beschuldigingen van de Chinezen. Na de Koude oorlog werd bekend dat de Sovjets de Chinezen hadden geholpen met het opzetten van valse scenario's. Needham-biograaf Simon Winchester merkt op dat "Needham intellectueel verliefd was op het communisme, [waardoor] communistische spymasters en agenten, zo bleek, hem meedogenloos voor de gek hadden [kunnen] houden." Needham stond nog tot ver in de jaren zeventig op de zwarte lijst van de Amerikaanse overheid, waardoor hij geen toegang had tot de Verenigde Staten.
In 1965 richtte hij samen met Derek Bryan, een gepensioneerde diplomaat, die hij in China had ontmoet, de Vereniging voor Anglo-Chinees begrip op. Deze organisatie was enkele jaren de enige manier voor Britten om de Volksrepubliek China te bezoeken. Bij een bezoek in 1964 aan China werd hij ontvangen door Zhou Enlai, maar tijdens een later bezoek in 1972 raakte hij zwaar depressief door de veranderingen onder invloed van de Culturele Revolutie.

## Persoonlijk leven
Needham was in 1924 getrouwd met de biochemica Dorothy Moyle (1896-1987). Zij werden het eerste echtpaar waarvan zowel man als vrouw beide gekozen werden tot Fellows van de Royal Society.
Simon Winchester merkt op dat Needham in zijn jonge jaren een fervent gymnosofist was. Ook voelde hij zich aangetrokken tot mooie vrouwen. Toen hij en Lu Gwei-djen elkaar in 1937 ontmoetten, ontstond er een diepe liefde, die door zijn vrouw Dorothy werd geaccepteerd. De drie leefden uiteindelijk vele jaren tevreden in dezelfde straat in Cambridge. In 1989, twee jaar na de dood van Dorothy, trad Needham in het huwelijk met Lu, die twee jaar later overleed. Vanaf 1982 leed Needham aan de ziekte van Parkinson. In 1995 stierf hij op 94-jarige leeftijd in zijn huis in Cambridge. In 2008 werd de naam van de leerstoel Chinees aan de Universiteit van Cambridge, die hij zelf nooit had ingenomen, te zijner ere veranderd in de Joseph Needhamleerstoel voor de Chinese geschiedenis, wetenschap en beschaving.

## Werken
Onder meer
- (en)  Science, Religion and Reality (1925)
- (en)  Chinese Science (1945)
- (en)  Science Outpost; Papers of the Sino-British Science Co-Operation Office (British Council Scientific Office in China) 1942-1946 (1948)
- (en)  Science and Civilisation in China (1954, etc.) - tot nu toe 27 delen
- (en)  Science and Civilization in China, by Joseph Needham, with the research assistance [and collaboration] of Wang Ling (1954–59) (2 volumes)
- (en)  The Grand Titration: Science and Society in East and West (1969, 1979: ISBN 0 04 931008 9)
- (en)  Chinese Science: Explorations of an Ancient Tradition (1973)
- (en)  The Shorter Science and Civilisation in China (3 volumes) (1978) - een inkorting van de versie uit 1954.
- (en)  Science in Traditional China : A Comparative Perspective (1982)
- (en)  The Genius of China (1986)
- (en)  Heavenly Clockwork : The Great Astronomical Clocks of Medieval China (1986)
- (en)  The Hall of Heavenly Records : Korean Astronomical Instruments and Clocks, 1380-1780 (1986)

## Voetnoten
1. ↑  Winchester, Simon. (2008). The Man Who Loved China, pag 28-29.
2. ↑  Winchester, blz. 238
3. ↑  Winchester, blz. 250.
4. ↑  (en)  Gregory, 'Joseph Needham,' in Peter Harman, Simon Mitton, (red.) Cambridge scientific minds,Cambridge University Press, 2002 blz. 299-312, blz. 305.
5. ↑  Winchester, 2008, p. 84-157,175
6. ↑  (en)  Science and Civilisation in China. Needham Research Institute.
7. ↑  Pierre-Yves Manguin: "Trading Ships of the South China Sea. Shipbuilding Techniques and Their Role in the History of the Development of Asian Trade Networks", Journal of the Economic and Social History of the Orient, Vol. 36, Nr. 3. (1993), blz. 253-280 (268, Fn.26; Robert Finlay, "China, the West, and World History in Joseph Needham's Science and Civilisation in China", Journal of World History 11 (Fall 2000): blz. 265-303.
8. ↑  Grosswiler, Paul (2004). Dispelling the Alphabet Effect. Canadian Journal of Communication 29 (2).  Gearchiveerd van origineel op 6 juli 2011. Geraadpleegd op 22 January 2011.
9. ↑  (en)  Joseph Needham (2004). Science and Civilisation in China.
10. ↑  Robinson's reminiscences of Needham, in blz. 235 van Needham, Joseph, Robinson, Kenneth G., Huang, Jen-Yü (2004). Science and Civilisation in China 7, part II General Conclusions and Reflections (Cambridge University Press).
11. ↑  Winchester, 2008, p. 212, Het incident is verder onderzocht in Shiwei Chen, "History of Three Mobilizations: A Reexamination of the Chinese Biological Warfare Allegations against the United States in the Korean War," Journal of American-East Asian Relations 16.3 (2009): 213-247.
12. ↑  Mansel Davies, "Obituary: Joseph Needham", The Independent, 27 March 2005. Geraadpleegd op 19 juli 2010.
13. ↑  Winchester, 2008, p.23
14. ↑  (en)  Sterckx, Roel,In the Fields of Shennong: An inaugural lecture delivered before the University of Cambridge on 30 September 2008 to mark the establishment of the Joseph Needham Professorship of Chinese History, Science and Civilization. Cambridge:. Needham Research Institute, 2008 (ISBN 0 - 9546771-1-0).